# Galoob

Logo

Galoob era una empresa juguetera más conocida por distribuir la serie de cartuchos para trucar videojuegos Game Genie. Tuvo su sede en South San Francisco, California.
La compañía fue fundada en 1954 por Barbara Frankel y Lewis Galoob como un negocio de importación con sede en South San Francisco. Se convirtió en el tercer mayor fabricante de juguetes en los Estados Unidos. Fue comprada por Hasbro en 1998.
Galoob estuvo involucrado en una demanda sobre propiedad intelectual, Lewis Galoob Toys, Inc. v. Nintendo of America, Inc.. Nintendo denunció que el Game Genie violaba su copyright creando trabajos derivados no licenciados. Galoob ganó la demanda, que estableció el derecho de los usuarios a modificar trabajos con copyright para su uso personal.

## Otros productos Galoob
- The A-Team
- Las Aventuras de los Guardianes de la Galaxia (no lanzado en América)
- The Animal 4x4
- Anastasia (película de 1997)
- Baby Face (toy)
- Battle Squads Military Action Fleet
- BlackStar
- Los Motorratones de Marte (serie de 1993)
- Bouncing Babies
- Cutie Club
- Defenders of the Earth
- Dinosaucers (no lanzado en América)
- Dozzy Doll
- DragonFlyz
- Golden Girl (toy line)
- The Infaceables
- The Last Starfighter (no lanzado)
- Magic Diaper
- Micro Machines
- Titanium series Micro Machines Transformers
- Mr. Game Show
- Men In Black
- Mutant League
- Pound Puppies
- Power Machines
- Razz Blasters
- The Real Adventures of Jonny Quest
- Sky Dancers
- Spice Girls (muñecas)
- Starship Troopers
- Star Trek V: La Última Frontera
- Star Trek: La nueva generación
- Star Wars: Shadows of the Empire (juguetes)
- Super Force (no lanzado)
- Sweet Secrets
- T. and T. (no lanzado)
- Trash Bag Bunch
- Terminator 2: el juicio final
- Ultraforce (comics)
- Unifighters
- WCW
- Wild Wild West
- Zbots